# تشيب ويليام
تشيب ويليام (بالإنجليزية: Chip Hale)‏ هو لاعب كرة قاعدة أمريكي، ولد في 2 ديسمبر 1964 في سان خوسيه في الولايات المتحدة.

## وصلات خارجية
- تشيب ويليام على موقع دوري كرة القاعدة الرئيسي (الإنجليزية)
- تشيب ويليام على موقعبيزبول رفرنس.كوم (الدوري الرئيسي) (الإنجليزية)
- تشيب ويليام على موقعبيزبول رفرنس.كوم (الدوري الثانوي) (الإنجليزية)
- تشيب ويليام على موقع إي إس بي إن.كوم (أم.أل.بي) (الإنجليزية)
- تشيب ويليام على موقع مشجعي الرسوم البيانية (الإنجليزية)